# FM-2030
FM-2030, nascido Fereidoun M. Esfandiary (Bruxelas, 15 de outubro de 1930 – Nova Iorque, 8 de julho de 2000), foi um escritor de ficção científica e futurologia, filósofo transumanista, professor, consultor e atleta de naturalidade americana e raízes iranianas. Ele se tornou famoso no meio transumanista com a publicação do seu livro Are You a Transhuman?: Monitoring and Stimulating Your Personal Rate of Growth in a Rapidly Changing World (em tradução livre: "Você é um Transumano?: Monitorando e Estimulando Sua Taxa Pessoal de Crescimento num Mundo em Rápida Mudança"), em 1989.

## Infância e juventude
Filho de um diplomata iraniano, Fereidoun M. Esfandiary viajou muito pelo mundo durante sua infância, tendo vivido em 17 países até os 11 anos de idade. Quando moço, participou dos Jogos Olímpicos de 1948, representando o time de basquete do Irã. Entre seus 22 e 24 anos, aproximadamente, serviu a um comitê das Nações Unidas dedicado à questão palestina.

## Mudança de nome
Em meados dos anos 70, Fereidoun M. Esfandiary mudou seu nome legalmente para FM-2030 visando enfatizar sua causa transumanista. Ele acreditava que os nomes tradicionais remetiam à mentalidade coletivista humana por indicarem fatores como etnia, nacionalidade e religião, oriundos do passado tribalista da humanidade, e que levariam à criação de estereótipos e discriminação. Para ele, a década de 2030, em que completaria seus 100 anos, será uma década de grandes possibilidades tecnológicas em que as pessoas terão grande expectativa de vida, podendo até ser imortais, daí a associação com este número. Em suas próprias palavras: "Nomes convencionais definem o passado de alguém: ancestralidade, etnia, nacionalidade, religião. Eu não sou quem eu era há 10 anos e certamente não sou quem eu serei daqui a 20 anos. [...] O nome 2030 reflete minha convicção de que a década de 2030 será uma época mágica. Em 2030 não teremos idade e todos terão uma excelente chance de viver para sempre. 2030 é um sonho e objetivo."

## Vida pessoal
FM-2030 foi um vegetariano durante grande parte de sua vida e disse que não comeria nada que tivesse uma mãe. Ele também já disse: "Sou uma pessoa do século XXI que acidentalmente nasceu no século XX. Tenho uma nostalgia profunda pelo futuro." Durante sua vida lecionou em várias instituições educacionais, incluindo a New School em Nova Iorque, a Universidade da Califórnia em Los Angeles e a Universidade Internacional da Flórida em Miami. Ele trabalhou como consultor corporativo para a Lockheed Corporation e para a J.C. Penney.

## Morte
Em 8 de julho de 2000, FM-2030 morreu de câncer do pâncreas e foi colocado em suspensão criônica na Alcor Life Extension Foundation, na cidade de Scottsdale, no Arizona, onde seu corpo continua até hoje. Ele foi a primeira pessoa a ser vitrificada no seu processo de criopreservação, diferente dos pacientes anteriores, que foram apenas congelados.